# Машнєво
Машнєво (рос. Машнево) — присілок Бокситогорського району Ленінградської області Росії. Входить до складу Єфімовського міського поселення.
Населення — 11 осіб (2003 рік). 